# War Plan Orange
War Plan Orange (conosciuto anche come Plain Orange) è stato un piano di guerra sviluppato dagli Stati Uniti d'America nei primi anni del Novecento per un ipotetico conflitto armato, di tipo navale, contro l’Impero giapponese. Sviluppato tra il 1906 e il 1940, si evolse nell'elaborazione di un blocco navale strategico dell’Arcipelago giapponese che avrebbe dovuto affamare il paese e costringerlo alla resa. Gli americani adotteranno questa strategia come punto di riferimento per pianificare la controffensiva nel Pacifico durante la seconda guerra mondiale.

## Contesto
Nei primi anni del Novecento, la politica espansionista del Giappone cominciò ad entrare in conflitto con gli interessi statunitensi in Asia orientale. Dopo la fine della politica isolazionista del sakoku e lo smantellamento del regime dei Tokugawa avvenuto durante il Rinnovamento Meiji, il potere politico era tornato nelle mani dell'Imperatore e il Giappone attraversò una fase di drastici cambiamenti che interessarono tutti i settori della società. Per potersi liberare dal peso dei trattati ineguali che era stato costretto a firmare, il governo Meiji avviò una rapida modernizzazione del paese allo scopo di rafforzarsi economicamente e militarmente, al fine di eguagliare le nazioni europee e gli Stati Uniti, il cui espansionismo coloniale in Asia rischiava di metterne in pericolo la sovranità.
Nel giro di trent'anni il Giappone divenne la potenza principale in Asia orientale, come dimostrarono i conflitti armati vinti contro la Cina (1894-1895) e l'Impero russo (1904-1905). Tuttavia le sue mire espansioniste sulla Corea e sulla Manciuria in particolare, lo misero in diretta competizione con le altre potenze mondiali, in particolare proprio con gli Stati Uniti che, dopo la guerra ispano-americana e l’acquisizione delle Filippine nel 1898, avevano esteso i loro interessi nell'area asiatica. La politica di libero commercio sviluppata dagli Stati Uniti in Cina era infatti destinata a scontrarsi sempre di più con i progetti nipponici sul continente.
Fu in questo periodo che le due potenze cominciarono ad inserire nella propria politica difensiva dei piani per un ipotetico conflitto nel Pacifico tra le rispettive forze armate navali. Per gli americani, a partire dai primi anni del '900, questi piani diedero vita al War Plan Orange. 

## Il sistema dei "Colors" statunitense
Nell'ambito della loro politica militare di difesa, al fine di unire la Marina e l'Esercito sotto un unico piano operativo che congiungesse le operazioni di entrambi gli apparati militari in caso di conflitto bellico, gli Stati Uniti idearono un sistema di mappatura unica per entrambi, in cui venivano utilizzati diversi colori per indicare le possibili minacce o i paesi su cui dirigere l'attacco bellico. Ad ogni nazione potenzialmente avversaria corrispondeva un colore specifico, il cui nome corrispondeva al piano di guerra da seguire in caso di conflitto armato. Gli Stati Uniti stessi erano connotati con il colore blu. 
Questo sistema fu sperimentato a partire dal 1904, e divenne il metodo prevalentemente utilizzato dalle forze armate a partire dagli anni venti e trenta fino alla seconda guerra mondiale.
I vari piani sviluppati dal 1906 fino al 1941 furono i seguenti:

### War Plan Black
Corrispondeva al piano di guerra contro l'Impero tedesco, associato al colore nero. Consisteva nell'occupazione dei possedimenti francesi nel Mare Caraibico nel caso in cui la Francia fosse stata sconfitta durante la prima guerra mondiale. Il piano era stato elaborato per evitare che la Germania prendesse possesso delle isole strategicamente vicine alle coste degli Stati Uniti, da cui poter lanciare eventuali sbarchi contro la Florida in caso di conflitto.

### War Plan Gray
Corrispondeva a due piani di guerra, uno contro l'America centrale e uno contro le Azzorre portoghesi.

### War Plan Red
Il piano di guerra contro l'Impero britannico, cui era associato il colore Rosso, consisteva nell'invasione del Canada.

### War Plan Yellow
Corrispondeva al piano di guerra contro la Cina, nel caso di una nuova ribellione dei Boxer, ed era finalizzato alla difesa degli interessi statunitensi nella delegazione internazionale di Shanghai.

### War Plan Gold
Piano di guerra contro la Francia, cui era associato il colore oro, per l’invasione delle isole del Mare Caraibico, nell'evitare che fungessero da ponte di lancio per un'invasione sul suolo statunitense in caso di conflitto.

### War Plan Green
Piano di guerra contro il Messico, cui era associato il colore verde, per instaurare un governo pro-americano.

### War Plan Indigo
Invasione dell’Islanda, associata al colore indaco, in caso di invasione della Danimarca da parte della Germania nel 1939.

### War Plan Purple
Invasione dell’America del Sud. 

### War Plan Tan
Invasione di Cuba.

### War Plan Brown
Per interventi militari nelle Filippine.

### War Plan Violet
Operazioni militari in America Latina.

### War Plan White
Per la soppressione di manifestazioni sul territorio nazionale e disordini pubblici.

### War Plan Blue
La preparazione delle difese degli Stati Uniti in tempo di pace.

## War Plan Orange

### 1900-1918
Al Giappone venne assegnato il colore arancione e il piano di guerra che lo riguardava venne denominato War Plan Orange. 
Un ipotetico conflitto contro il Giappone venne preso in considerazione a partire dal 1900, a seguito delle conquiste giapponesi in Cina e dell’acquisizione dell’isola di Guam e delle Filippine da parte di Washington, che aveva messo in competizione le due nazioni nell'area del Pacifico occidentale.
Inizialmente non furono dei veri e propri piani di guerra, poiché i rapporti diplomatici tra le due potenze erano stabili, ma erano delle strategie per lo più finalizzate a un contenimento della politica espansionista giapponese in Cina, in modo da evitare che gli interessi americani nella regione fossero in qualche modo danneggiati.
La situazione mutò dopo la Guerra russo-giapponese del 1905. Il Giappone si era affermato come potenza di primo piano nello scenario politico e militare dell'Estremo Oriente. Gli Stati Uniti cominciarono a temere la presenza della potente e ben organizzata Marina imperiale giapponese e, nel timore che le mire espansioniste nipponiche arrivassero a minacciare i possedimenti americani nell'Oceano Pacifico, il Ministero della Marina statunitense decise di inserire il Giappone nella lista delle potenziali nazioni avversarie e stilò nel 1906 il primo piano operazionale ufficiale per un conflitto contro il Giappone. Questa operazione, sostanzialmente semplice nel suo svolgimento anche se rivisitata varie volte fino alla seconda guerra mondiale, rimarrà la base d'azione principale per una possibile guerra tra Washington e Tokyo. 
Il piano partiva da due presupposti fondamentali: i giapponesi avrebbero probabilmente emulato la tattica già utilizzata a Port Arthur nel 1905 e cercato di portarsi in vantaggio sulla Marina americana, attaccando la flotta statunitense nelle Filippine per poi muoversi a sud-est invadendo i possedimenti americani nel Pacifico centrale, scarsamente difesi. 
Dopo la fase iniziale degli scontri, gli americani avrebbero trasferito la Flotta dell’Atlantico a San Francisco, per congiungerla alla Flotta del Pacifico ed ottenere un vantaggio numerico nei confronti della Marina giapponese. Una volta imbarcate le truppe, si sarebbero diretti verso il Pacifico centrale e avrebbero dato avvio a una guerra di attrito contro i giapponesi per riconquistare le isole occupate. Dopodiché, avrebbero sopraffatto la Marina giapponese in un grande scontro navale presso l'arcipelago filippino e costretto i giapponesi alla resa.
Il War Plan Orange fu revisionato più volte nel periodo intercorso tra le due guerre mondiali per adattarlo alla mutata situazione politica tra le due nazioni.

### 1924
Dopo la prima guerra mondiale i rapporti tra Washington e Tokyo cominciarono ad incrinarsi. Già nel gennaio 1915 i giapponesi avevano rivolto alla Cina ventuno richieste che, se accettate, avrebbero ridotto quest'ultima a uno stato vassallo dell'impero nipponico. Gli Stati Uniti, favorevoli al mantenimento della sovranità nazionale cinese, già sostenuta con la “politica della porta aperta”, si opposero alle pretese giapponesi, ritenute una grave minaccia per i loro interessi in Cina. Nel 1918 i giapponesi, a seguito di una crescente pressione internazionale, furono costretti a rinunciare alle loro pretese territoriali. Tokyo però considerò l’intromissione degli Stati Uniti come un affronto e un grave danno al proprio prestigio internazionale e, di contro, Washington cominciò a considerare le mire espansioniste dell’Impero giapponese una seria minaccia ai propri interessi in Asia. A partire dal 1924, il Joint of Operational Staff modificherà il War Plan Orange da una serie di interpretazioni di base e superficiali sull’andamento di un possibile conflitto con il Giappone fino ad un piano complesso che poi porterà alla vittoria durante la seconda guerra mondiale nella sua versione definitiva del 1938. Il ruolo delle forze armate dell’Esercito, fino a quel momento considerate supporto per le operazioni della Marina nella controffensiva nelle Filippine, fu rivisto alla luce dei nuovi possedimenti giapponesi nel Pacifico. Infatti, con l’acquisizione delle isole del Mandato del Pacifico (Isole Caroline, Isole Mashall, Isole Marianne) nel 1918, l’assetto geopolitico nell'Oceano Pacifico mutò radicalmente. La vicinanza strategica ai possedimenti americani rendeva queste isole delle basi di lancio ideali per eventuali attacchi contro le Filippine, considerando inoltre che i giapponesi avevano cominciato un programma di riarmo navale volto all'espansione della propria flotta di corazzate ed incrociatori. Gli americani arrivarono alla conclusione che, in caso di conflitto, per operare un riarmo navale e una mobilitazione delle truppe adeguata allo svolgimento della guerra contro il Giappone, ci sarebbero voluti sei mesi. Era perciò necessario formare una forza militare sufficientemente grande per tenere Manila e le zone circostanti almeno per questi sei mesi. Per tale motivo, era necessario mantenere una forza di 50 000 uomini pronta ad essere mobilitata dalle Hawaii e raggiungere le Filippine entro dieci giorni dallo scoppio delle ostilità. Inoltre, sarebbe stata preparata una forza di 15 000 Marines pronti a partire al massimo trenta giorni dopo l'inizio del conflitto per riconquistare Guam e catturare i possedimenti giapponesi nelle Isole Caroline. In seguito, l'esercito e la marina sarebbero stati in grado di mobilitare la riserva e raggiungere una schiacciante superiorità numerica che gli avrebbe permesso di vincere la guerra.

### 1928
La revisione del piano nel 1928, se pur mantenne le caratteristiche fondamentali del piano stilato nel 1924, si muoveva su un approccio più conservativo e meno offensivo. Di base, proponeva di mantenere una posizione prettamente difensiva, stabilendo una linea di difesa tra l'Alaska, le Hawaii e il Canale di Panama. Gli Stati Uniti dovevano mantenere una politica di difesa strategica, che consisteva nel mantenere un grosso contingente militare nelle Hawaii e, alle avvisaglie di un rischio di attacco alle Filippine o a Guam, in caso di deterioramento della situazione politica tra i due paesi, veniva prevista la messa in atto di pressioni economiche sul Giappone per costringerlo a trovare una soluzione pacifica. Nel caso questo non fosse stato sufficiente, mobilitando la forza militare nelle Hawaii, si doveva cominciare una guerra aggressiva. Muovendosi direttamente verso le Filippine attraverso le Isole Marianne, si sarebbe operata una controffensiva di massimo di novanta giorni, per cercare una rapida conclusione al conflitto.
Nel piano del 1928, la mobilitazione delle truppe fu grandemente ridotta a causa della Grande depressione e i progetti di difesa delle Filippine e di Manila furono interrotti fino al 1938, quando il War Plan Orange fu rivisitato un'ultima volta per quella che sarebbe stata la stesura definitiva prima della guerra. 

### 1938
Nel 1937 il Giappone invase la Cina, dando inizio alla seconda guerra sino-giapponese. L'attacco e le conseguenti violenze perpetrate dai giapponesi in Cina provocarono la reazione indignata degli Stati Uniti, che proposero sanzioni contro il Giappone. La politica aggressiva dell'Impero giapponese e l'abbandono delle clausole del Trattato Navale di Washington, cui seguì il riarmo navale giapponese, spinsero gli americani ad una revisione di Orange, stavolta considerando la guerra quanto mai concreta.
Il piano di mobilitazione generale del 1924 e del 1928 fu riscritto completamente per permettere la mobilitazione di una forza militare adatta ad un conflitto su larga scala. Nel 1938 questo prevedeva la mobilitazione di tre milioni di uomini in sei mesi, che sarebbero dovuti essere schierati per un'operazione offensiva generale dopo una iniziale fase di attrito difensiva.
Nella nuova versione del piano, ripreso poi nella seconda guerra mondiale, lo scopo fondamentale delle operazioni era quello di effettuare un blocco navale sul Giappone al fine di affamare la popolazione e costringere il paese ad arrendersi. Per ottenere questo risultato era necessario un conflitto prolungato della durata di massimo due anni, in cui il risultato finale sarebbe stato quello di togliere le Isole del Pacifico centrale ai giapponesi e tagliare le vie di comunicazione tra il paese e il Continente asiatico attraverso l’uso di navi di superficie e sottomarini. Questi, operando tra il Pacifico centrale e le basi in Cina, avrebbero colpito la marina mercantile giapponese bloccando l'arrivo nel paese di rifornimenti vitali per lo svolgimento del conflitto.
Nel 1938 la forma definitiva del War plan Orange prevedeva tre fasi principali:
Fase uno: partendo dal presupposto che i giapponesi avrebbero attaccato preventivamente le Filippine cercando di invaderle, si dovevano attuare delle manovre di contenimento in attesa dell’arrivo del grosso della flotta dall'Atlantico e dalle Hawaii.
Fase due: si doveva effettuare una controffensiva volta alla conquista delle isole del Pacifico centrale attraverso la tattica del salto della rana, che consisteva nell'invadere le isole scarsamente fortificate per renderle delle basi di lancio per un attacco diretto contro l'arcipelago filippino. Queste sarebbero poi servite da ponte per contrattaccare nelle Filippine. Nello stesso momento, si doveva respingere la Marina giapponese in una guerra di attrito, per annientarla definitivamente attraverso la superiorità di mezzi.
Fase tre: dopo aver riconquistato le Filippine, si doveva effettuare un blocco navale del Giappone. Questo, essendo povero di materie prime, non avrebbe potuto continuare il conflitto e sarebbe stato costretto ad arrendersi.
Nel piano era anche prevista un'ipotetica Fase quattro: nel caso il Giappone non si fosse arreso, si sarebbe dovuta pianificare un’invasione anfibia del territorio. Tuttavia, quest’ultima fase veniva considerata facoltativa: gli americani volevano evitare un’invasione del territorio giapponese che, secondo i teorici del piano, era da considerarsi di difficile successo.

## Limiti del Piano
Al momento della sua prima stesura agli inizi del XX secolo, il War Plan Orange era stato scritto prendendo ispirazione dalla dottrina di Alfred Thayer Mahan sulla centralità degli scontri tra navi di superficie, che postulava il ruolo fondamentale delle navi di grosso calibro (nave da battaglia) nello svolgimento di un conflitto in mare. Queste navi erano la principale arma a disposizione di una nazione coloniale, il cui scopo fondamentale era stabilire il predominio marittimo. Attraverso una potente flotta era possibile distruggere la marina militare della nazione avversaria, bloccarne le linee commerciali via mare attraverso un blocco navale per affamarla e costringerla alla resa. 
Per ottenere questo scopo, era necessaria la superiorità numerica delle navi corazzate le quali, in un unico grande scontro navale, avrebbero eliminato la flotta nemica e reso possibile il blocco. Seguendo questo ragionamento, le principali marine del mondo investirono ingenti risorse nella costruzione di questa tipologia di navi, che furono considerate l’arma centrale della marina fino alla fine della prima guerra mondiale. 
Gli Stati Uniti inserirono la dottrina di Mahan nel War Plan Orange del 1906, in cui era previsto l’utilizzo massiccio delle corazzate per eliminare la flotta giapponese in un grande scontro navale. Tuttavia, nonostante il piano fosse stato rivisto varie volte fino al 1940 e il concetto di “grande battaglia decisiva” fosse stato eliminato già nel 1911, gli americani non tennero mai conto degli avanzamenti tecnologici dei sottomarini e delle portaerei che, dopo il primo conflitto mondiale, avrebbero rimpiazzato le corazzate come arma principale della Marina. In particolar modo, i progettisti del War Plan Orange fallirono nel considerare le potenzialità dell’arma aeronavale: piuttosto che sviluppare portaerei, essi preferirono costruire aeroporti sulle proprie isole, utilizzandole come basi di lancio per gli attacchi vicino al proprio territorio secondo il concetto dell'“island-hopping”. Conseguentemente, gli Stati Uniti non ritennero mai centrale l’aviazione come arma d’attacco in una guerra contro il Giappone, almeno fino all'attacco di Pearl Harbor. Al contrario, sarebbero rimasti legati al concetto di copertura aerea da terra fino alla battaglia delle Midway.
Solo a partire dal 1942 l’impiego degli aerei fu inserito nel War Plan Orange come strumento per effettuare il blocco navale sul Giappone. L'utilizzo congiunto di sottomarini e aviazione per eliminare la flotta mercantile nipponica e bombardare il suolo giapponese si rivelò fondamentale, in quanto permise agli Stati Uniti di distruggere l’industria bellica del Giappone, impedendogli la prosecuzione della guerra. I bombardamenti e l’affondamento del 70% della sua marina infatti furono tra le cause della sconfitta nipponica nella guerra del Pacifico.

## Rainbow Plans 5 e Orange
Il War Plan Orange fu inserito nel 1939 nei piani generali di guerra statunitensi noti come Rainbow Plans 5. Questi riunivano i vari piani di guerra realizzati fino a quel momento alla luce dello scoppio delle ostilità in Europa e delle politiche imperialiste giapponesi in Asia. Il fine ultimo era la pianificazione generale per un conflitto da combattere con l’aiuto di possibili alleati quali Regno Unito, Paesi Bassi e Francia, i paesi con colonie nel Pacifico. Nel 1940, Orange perse di importanza nella strategia di guerra di Rainbow a causa della sconfitta della Francia e il possibile collasso della Gran Bretagna, gli Stati Uniti decisero di concentrare i propri piani militari sulla costa dell’Atlantico, esposta dopo la resa di Parigi a possibili offensive tedesche. Il piano, di conseguenza, agiva secondo la politica del “Europe First” e contemplava operazioni offensive volte in primis alla vittoria in Europa. Gli americani tendevano a sottovalutare il fronte del Pacifico, non considerando i giapponesi in grado di effettuare operazione su vasta scala ed erano convinti di poter effettuare semplici manovre di contenimento per poi spostare il grosso delle truppe dall’Europa al Pacifico e sconfiggere i giapponesi tramite un’offensiva generale. Questo si dimostrerà un tragico errore per Washington che si limiterà a spostare la Flotta del Pacifico a Pearl Harbor come deterrente senza pianificare seriamente la difesa delle Filippine, che verranno invase facilmente nel 1941.